# Gletscher Ducan
Der Gletscher Ducan (Bündnerromanisch Ducan Dador) ist ein 3020 m ü. M. hoher Berg im Schweizer Kanton Graubünden. Im Nordosten schliessen sich Chlein Ducan (3004 m, bündnerromanisch Ducan Pitschen), Hoch Ducan (3063 m, bündnerromanisch Piz Ducan), Plattenflue (3013 m) und Mittagshorn (2735 m) an. Der Gletscher Ducan ist ein Teil der Ducankette, welche hauptsächlich aus Gestein aus dem Trias besteht. Auf dem Gletscher Ducan verläuft die Grenze der Gemeinden Landschaft Davos und Bergün Filisur.

## Ducangletscher
Der Ducangletscher ist ein kleiner Gletscher am Nordhang des Gletschers Ducan. Der höchste Punkt des Ducangletschers ist auf 3012 m, der niedrigste ist auf 2690 m. Er ist ca. 1 km lang und 1 km breit. Der Gletscher steigt zum Ducantal ab.